# George Armitage (cầu thủ bóng đá)
George Henry Armitage (17 tháng 1 năm 1898 – 28 tháng 8 năm 1936) là một cầu thủ bóng đá thi đấu ở Football League cho Charlton Athletic. Ông cũng có 1 lần ra sân cho đội tuyển Anh. Ông sinh ra ở Stoke Newington, Anh.